# Шкриель, Демир
Де́мир Шкри́ель (черног. Demir Škrijelj / Демир Шкријељ; 10 июля 1997, Беране) — черногорский футболист, полузащитник клуба «Морнар» и сборной Черногории.

## Клубная карьера
Взрослую футбольную карьеру начал в клубе «Зета». В футболке клуба дебютировал 24 февраля 2015 года в ничейном (0:0) выездном поединке 18-го тура Первой лиги Черногории против «Морнара». В команде провёл два сезона, за это время в Первой лиге Черногории сыграл 23 матча, ещё в 1 поединке выходил на поле в национальном кубке. С августа 2016 года по конец июня 2017 года выступал в аренде за «Братство» во Второй лиге Черногории. Затем защищал цвета «Ибара» во Второй лиге Черногории. В конце июля 2020 года стал игроком «Морнара». Первым голом в высшем дивизионе чемпионата Черногории отличился 23 сентября 2023 года на 52-й минуте победного (1:0) выездного поединка 9-го тура против «Езеро». Демир вышел на поле в стартовом составе, а на 90+3-й минуте его заменил Саво Газийода. В составе «Морнара» сыграл более 100 матчей в чемпионатах Черногории. В сезоне 2023/24 годов признавался лучшим игроком чемпионата Черногории. Отличился 5 голами и 8 ассистами в 35 матчах лиги сезона 2023/24.
В начале июля 2024 года подписал 3-летний контракт с «Ворсклой».

## Карьера в сборной
В футболке национальной сборной Черногории дебютировал 21 марта 2024 года в победном (2:0) выездном товарищеском матче против Беларуси. Шкриель вышел на поле на 86-й минуте вместо Стевана Йоветича.